# Argia pima
Argia pima là một loài chuồn chuồn kim trong họ Coenagrionidae.
Loài này được xếp vào nhóm loài thiếu dữ liệu trong sách Đỏ của IUCN năm 2007.
Argia pima được miêu tả khoa học năm 1994 bởi Garrison.